# Нидерландски Златен век в изобразителното изкуство
Под Нидерландски Златен век в изобразителното изкуство се разбира живописта по времето на Нидерландския Златен век, който се простира основно през XVII век по време и след Осемдесетгодишната война на Нидерландия за независимост (1568–1648). 
Новата Нидерландска република е най-проспериращата нация в Европа и е водеща сила в търговията, науката и изкуството. Северните нидерландски провинции, съставляващи новата държава, традиционно са по-малко важни художествени центрове от градовете във Фландрия на юг. Сътресенията и широкомащабната миграция на население от войната и рязкото скъсване със старите монархически и католически културни традиции разкриват нуждата от цялостно обновяване на нидерландското изкуства. Задача, която до голяма степен е постигната. Рисуването на религиозни сюжети намалява доста рязко, но се разраства  новият голям пазар за всякакви светски сюжети.
Въпреки че нидерландската живопис по време на Златния век се развива в периода на европейската Барокова живопис и често показва много от нейните характеристики, на повечето нидерландски творци (включително и на фламандците) им липсва идеализацията и любовта към разкоша, типични за бароковите творби. Повечето творби притежават традиционния детайлен реализъм (заради който са и най-известни), наследен от Ранната нидерландска живопис.
Отличителна черта на периода е пролиферацията на различни жанрове картини, като повечето художници създават по-голямата част от творбите си в един от тези жанрове. Пълното развитие на тази специализация се вижда от края на 1620-те години, а периодът от тогава до френската инвазия от 1672 г. е ядрото на живописта на Златния век. Художниците прекарват по-голямата част от кариерата си, рисувайки само портрети, жанрови сцени, пейзажи, морски пейзажи и кораби или натюрморти и често – даден подтип в тези категории. Много от тези видове сюжети са нови в западната живопис и начинът, по който холандците ги рисуват през този период, е решаващ за бъдещото им развитие.

## Видове живопис
Отличителна черта на периода в сравнение с по-ранната европейска живопис е малкият брой религиозни картини. Нидерландският калвинизъм забранява религиозната живопис в църквите, въпреки че библейската тематика е приемлива в домовете, поради което са нарисувани сравнително малко такива платна. Представени са и другите традиционни видове историческа живопис и портрет, но периодът се отличава с голямото разнообразие в други жанрове, подразделени на безброй специализирани категории, като сцени от селския живот, природни пейзажи, градски пейзажи, пейзажи с животни, морски пейзажи, картини с цветя и натюрморти от различен вид. За развитието на много от тези жанрове спомагат изключително много нидерландските художници от XVII век.
Широко поддържаната теория за йерархията на жанровете в изобразителното изкуство, според която някои жанрове са по-престижни от други, кара много художници да създават платна на историческа тематика. Въпреки това те са продават най-трудно, както установява дори Рембранд. Много художници са принудени да рисуват портрети или жанрова живопис, които се продават много по-лесно. Йерархията в низходящ ред е:
- историческа живопис, включително алегории и популярни религиозни теми;
- портрет, включително трони;
- битова живопис или сцени от всекидневния живот;
- пейзажна живопис, включително морски пейзажи, батални сцени, градски пейзажи и руини;
- натюрморт.

Нидерландците се съсредоточават основно върху по-долните категории, но в никакъв случай не отхвърлят йерархията. Повечето платна са относително малки – единственият разпространен тип наистина големи картини са груповите портрети. Рисуването направо върху стени почти не се среща; когато стена в обществена сграда има нужда от декорация, обикновено се поставя платно с необходимите размери. За по-голяма прецизност на твърда повърхност много художници продължават да използват дървени панели известно време след като останалата част от Западна Европа ги изоставя; някои използват медни панели, които обикновено са рециклирани матрици използвани при печатане. В резултат броят на оцелелите картини от Златния век намалява, тъй като през XVIII и XIX век често се рисува върху вече използвани платна, които са по-евтини от нова канава и рамка. 
Има изключително малко нидерландски скулптури от този период; използват се най-често при направата на гробници или са поставяни на обществени сгради. Забелязва се отсъствието на малки скулптури на къщи, като тяхното място е заето от сребърни предмети и керамика. Изрисуваната керамика от Делфт е изключително евтина и разпространена, но рядко е с високо качество. Обработката на сребърни предмети става водеща в Европа. С това изключение най-добрите художествени опити са насочени към рисуването и печатането.

## Художествен свят
Чужденците отбелязват голямото количество произведения на изкуството, които се създават, и големите изложения, където се продават главно картини – пресметнато е, че са нарисувани повече от 1,3 милиона нидерландски картини в 20-те години след 1640 г. Такава продукция показва, че цените са сравнително ниски с изключение на произведенията на най-известните художници. Тези без силна репутация сред съвременниците си или тези, излезли от мода (сред които са и много художници, смятани днес за едни от най-добрите от този период) като Вермер, Халс и Рембранд в късните му години, имат сериозни проблеми в изкарване на препитанието си и умират в нищета; много художници имат и други професии или изоставят изкуството напълно. Френската инвазия от 1672 г. (годината на бедствие) причинява срив на пазара за изкуство, който така и не достига предишните си висоти.
Разпространението на картини е много широко. За първи път реално се появяват професионални търговци на предмети на изкуството, някои от които са и значими художници, като Вермер и баща му, Ян ван Гойен и Вилем Калф. Дилърът на Рембранд Хендрик ван Айленбурах и синът му Герит са сред най-важните. Пейзажите са най-лесните за продажба непоръчкови произведения, а техните художници, по думите на Самуел ван Хоогстратен, са „обикновени пехотинци в Армията на изкуството“.
Качеството в техническо отношение на нидерландските артисти е като цяло много високо. Като цяло то следва старата средновековна система на обучение чрез чиракуване при майстор. Обикновените ателиета са по-малки от тези във Фландрия и Италия и в тях има един или двама ученика, като техният брой често е ограничаван от правилата на съответната гилдия. Смутът в първите години на Републиката, съчетан с изселването на художници от юг на север и със загубата на традиционните пазари на кралския двор и църквата, води до съживяване на гилдиите на художниците, често все още наричани Гилдия на св. Лука. В много случаи те включват художниците, които се измъкват от средновековните групировки, където те споделят гилдия с няколко други занаяти, като боядисване на къщи. В тези години се създават няколко нови гилдии: Амстердамска (1579), Харлемска (1590), а Гауденската, Ротердамската, Утрехската и Делфтската са създадени между 1609 и 1611 г. Властите в Лайден нямат доверие у гилдиите и те са забранени до 1648 г.
С годините става ясно на всички, че старата идея за гилдия, която да контролира обучението и продажбите, вече не работи добре и постепенно гилдиите са заменени от академии, които често се фокусират единствено върху обучението на художниците. Хага с нейният двор става ранен пример за това, когато през 1656 г. художниците се разделят на две групи след създаването на Confrerie Pictura (академичен клуб на хора недоволни от гилдиите). С изключение на портретите много нидерландски картини се рисуват „спекулативно“, без поръчка, както е прието в останалите страни.
Има много династии на художници и много от тях се омъжват за дъщерите на своите майстори или на други художници. Много художници идват от заможни семейства, които плащат такси за чиракуването им. Рембранд и Ян Стен са записани за известно време в университета в Лайден. Няколко града имат различни стилове и специалности по тематика, но Амстердам е най-големият художествен център поради голямото си богатство. Градове като Харлем и Утрехт са по-важни през първата половина на века, докато Лайден и други градове се изявяват след 1648 г. и преди всичко Амстердам, който все повече привлича към него художници от останалата част на Нидерландия, както и от Фландрия и Германия.
Нидерландските художници са учудващо незаинтересовани към теорията на изкуството в сравнение с художниците от други страни и са по-малко склонни да коментират творбите си. Изглежда също така, че има много по-малък интерес към теорията на изкуството в общите интелектуални кръгове и сред широката публика, отколкото тогава е обичайно за Италия напр. Тъй като повечето поръчки и продажби са частни и между буржоазията, те не са добре документирани. Въпреки това ниделандското изкуство е повод за национална гордост и няколко ключови биографи дават важни сведения за този период, сред които Карел ван Мендер, който пише основно за предходния век, и Арнолд Хоубракен („Големият театър на нидерландските художници“, 1718 – 21). Двамата следват и задминават Вазари, включително в големия брой кратки животописи (повече от 500 при Хаубракен) и в точността на фактическите въпроси. 
Немският художник Йоахим фон Зандрарт (1606 – 1688) работи през различни периоди в Ниделандия и неговата „Немска академия“ е в същия формат и съдържа сведения за много ниделнадски художници, които той познава. Учител на Хоубракен и ученик на Рембранд е Самуел ван Хоогстратен (1606 – 1688), чиито „Видимият свят“ (Zichtbare wereld) и „Въведение в академичното изобразяване“ (Inleyding tot de Hooge Schoole der Schilderkonst) съдържа повече критична отколкото биографична информация и са сред най-важните трактати от този период. Подобно на други нидерландски творби, посветени на теорията на изкуството, те излагат общите моменти с ренесансовата теория и не отразяват напълно съвременното нидерландско изкуство, което все още често е концентрирано върху историческата живопис.

## Историческа живопис
В тази категория влизат картини, които изобразяват не само исторически събития, но и такива на библейска, митологическа, литературна тематика и алегорични сцени. Последните исторически събития по същество изпадат от категорията и са третирани по реалистичен начин, като подходяща комбинация от портрети с морски, градски или пейзажни сюжети. Мащабни драматични исторически или библейски сцени се създават по-рядко отколкото в други страни, тъй като няма местен пазар за църковно изкуство, а големите аристократични барокови домове за запълване са малко. Освен това протестантското население в големите градове е изложено на някои забележително лицемерни употреби на маниеристка алегория в неуспешната хабсбургска пропаганда по време на Нидерландския бунт, което води до силна реакция към реализма и недоверие към мащабната изобразителна реторика. Историческата живопис вече е „изкуство на малцина“, въпреки че това е компенсирано със сравнително голям интерес към печатни произведения на историческа тематика.
Тук повече отколкото в останалите жанрове нидерландските художници продължават да се влияят силно от италианските. Отпечатъци и копия на италиански шедьоври се разпространяват и представят определени композиционни схеми. Нарастващото умение на нидерландците в изобразяването на светлината се развива от стилове, производни от Италия, най-вече този на Караваджо. Някои нидерландски художници пътуват до Италия, въпреки че това не е така често срещано както сред фламандските им съвременници, което се вижда от списъка с членовете на Bentvueghels в Рим (общество на предимно нидерландски и фламандски художници там).
В началото на века все още работят много северни маниеристи в стилове от предходния век (Абрахам Блумарт и Йоахим Ейтевал рисуват до 1630-те г.). Много от платната са малки по размер, за което са показателни картините на Адам Елсхаймер, влиятелен колкото и Караваджо (и двамата умират през 1610 г.), Петер Ластман (учител на Рембранд) и на Ян и Якоб Пинас. Сравнени с бароковите исторически картини от други страни, те споделят нидерландския усет за реализъм и наративната непосредственост и понякога са наричани „прерембрандски“, тъй като ранните картини на Рембранд са в този стил.
Утрехските караваджисти са описвани като група творци, които създават както историческа живопис, така и мащабни битови сцени в стил, силно повлиян от Италия, с много употреба на светлосенки.  Утрехт, който преди бунта е най-важният град в новата нидерландска територия, е необичаен нидерландски град, с все още около 40% католическо население в средата на века, дори повече сред елитните групи, които включват много селски и градски благородници с градски къщи. Водещите художници са Хендрик Тербрюген, Герит ван Хонтхорст и Дирк ван Бабюрен. Тази школа е активна до около 1630, въпреки че ван Хонтхорст работи до 50-те години като успешен дворцов художник в дворовете на Англия, Нидерландия и Дания, но в по-класически стил.
Рембранд започва, като рисува исторически платна, преди да открие финансовия успех на портретите, но никога не изоставя амбициите си в тази област. Голям брой от офортите му са наративни религиозни сцени и историята на последната му историческа поръчка „Заговорът на Клавдий Цивилис“ (1661) показва както ангажираността му към формата, така и трудностите, които има при намирането на публика. Няколко творци, главно негови ученици, се опитват с умерен успех да продължат неговия строго личен стил. Най-успешен сред тях е Говерт Флинк. Друг от тези ученици е Герард де Лерес (1640 – 1711), преди да попадне под силното влияние на Френския класицизъм и да стане негов главен поддръжник в Нидерландия, както като художник, така и като теоретик.
Голотата на практика е запазена в историческата живопис, въпреки че много художници обличат понякога голит е  (почти винаги женски) фигури с класическо заглавие, както прави Рембранд. Въпреки липсата на морални задръжки художниците рядко рисуват повече от широко деколте или бедро и то обикновено при изобразяване на проститутки или „италиански“ селянки.

## Портрети
Портретите процъфтяват в Нидерландия през XVII век, тъй като има широка търговска прослойка, която с готовност поръчва портрети, за разлика от колегите си в другите страни; общо портретите от този период са между 750 000 и 1 100 000. Рембранд се радва на най-добрите си години във финансово отношение като млад амстердамски портретист, но също като други художници се отегчава от рисуване на портрети на бюргери. Както казва ван Мандер, „художниците пътуват по този път без наслада“.

Докато нидерландските портретисти избягват перченето и прекомерната реторика на аристократичните барокови портрети (актуални в останалата част от Европа през XVII век), сериозното облекло на мъжете, а в много случаи и на жените, и калвинисткото чувство, че включването на реквизит, притежания или изглед на фона ще покаже греховна гордост, води до безспорна еднообразност в много от портретите въпреки всичките им технически качества. Дори изправената позиция се избягва, тъй като би могла да покаже гордост. Стойките са сдържани, особено на жените, въпреки че на децата може да им бъде позволена повече волност. Класическият момент на рисуване на портрет е при брак, като младоженците по-често са в отделни картини. По-късните портрети на Рембранд убеждават със силата на характеризацията, а понякога и с разказвателния елемент, но дори ранните му портрети могат да бъдат масово разочароващи, както в залата, пълна с ранни негови творби, дарени на Музея на изкуството „Метрополитън“ в Ню Йорк.
Другият голям портретист от този период е Франс Халс, чиято оживена четка и способност да изобразява модела спокоен и весел, добавя вълнение и у най-необещаващите субекти. Въпреки това извънредно „безгрижната поза“ на примера вляво е изключение – „нито един друг портрет от този период не е толкова неофициален“. Моделът е заможен търговец на платове, който вече е поръчал единственият самостоятелен портрет на Халс в цял ръст и естествени размери 10 г. преди това. В тази много по-малка творба за личните му покои, моделът носи облекло за езда. Ян де Брай насърчава моделите си да позират с костюми от класическата история, но много от тези платна са на семейството му. Томас де Кейсер, Бартоломеус ван дер Хелст, Фердинанд Бол и други, включително много от художниците, споменати в разделите за историческа и битова живопис, съживяват изключително шаблонните творби. Портретът е засегнат от модата в много по-малка степен от останалите жанрове и остава безопасна зона за нидерландските художници.
От малкото, което се знае за студийните процедури на художниците, изглежда, че както в останалата част от Европа лицето вероятно се рисува с молив и след това с боя при едно или две позирания. Обичайният брой позирания за един портрет е неясен – документирани са между 0 (при Рембранд) и 50. Дрехите са оставяни в студиото и може да са били рисувани и от помощници или от външен майстор, въпреки че са смятани за важна част от картината. Омъжени и неомъжените жени могат да бъдат различени по роклите, което показва колко малко неомъжени жени са рисувани самостоятелно. Както и на други места точността на изобразените дрехи е различна – избягват се раираните и шарените дрехи заради повечето работа. Дантелените и елизабетианските яки са неизбежни и представляват голямо предизвикателство за реалистичните стремежи на художника. Рембранд измисля ефективен начин за рисуване на дантела, като полага широки бели полета с четката, след което рисува леко с черно мотивите. Друг начин за рисуването им е да се рисува с бяла боя върху черна основа, след което се изстъргва белият пласт с края на четката, с което се оформя мотива на дантелата.
В края на века се заражда модата да се изобразява модела в полу-луксозни дрехи, започнала в Англия от Антонис ван Дайк през 1630-те г., известна като „picturesque“ или „римска“ дреха. Аристократите и военните си позволяват повече свобода в ярките дрехи и обстановката от бюргерите, а религиозните пристрастия вероятно повлияват на много изображения. До края на века аристократичните (или френски) ценности започват да се разпространяват сред бюргерите и това позволява повече свобода при изобразяването им.
Отличителен вид картина, комбиниращ елементи от портрета, историческата и битовата живопис, е трони. Обикновено това е изображение на горната половина на фигура, което се концентрира върху улавянето на необичайно настроение или изражение. Самоличността на модела не е важна, но може да е представена и историческа фигура или тя да е в екзотичен или исторически костюм. Ян Ливенс и Рембранд, много от чиито автопортрети също са трони (особено офортите), са сред тези, които развиват жанра.
Семейните портрети имат тенденция, както във Фландрия, да са поставяни предимно навън в градината, но без прекален изглед, както по-късно в Англия, и са сравнително непринудени като облекло и настроение. Груповите портрети, до голяма степен нидерландско нововъведение, са популярни сред гражданските сдружения, които са важна част от живота в страната. Такива са градските щутери или градската стража, настоятелските гилдии, благотворителните фондации и др. Особено през първата половина на века портретите са с много формални и сковани като композиция. Групите често са около маса и всеки модел гледа към публиката. Голямо внимание се отрежда на фините детайли в облеклото, а също и на мебелите и други знаци, указващи положението на модела в обществото. С течение на времето групите са оживяват и цветовете стават по-ярки. Рембрандовите „Синдици на гилдията на търговците“ (1662) са типичен пример за групов портрет около маса.
Учените често позират с инструмент и предмети от кабинетите им около тях. Докторите понякога позират, застанали до труп, т. нар. „урок по анатомия“, най-известният от които е „Урок по анатомия на д-р Николаес Тулп“ (1632) на Рембранд. Настоятелските бордове в техните портрети предпочитат строгите и смирени представяния и позират в тъмни дрехи (което също свидетелства за положението им в обществото), често седнали около маса, със сериозни изражения на лицата си.
Повечето групови портрети на военни са поръчани в Харлем и Амстердам и са много по-пищни и освободени, и по-весели в сравнение с другите типове портрети, както и много по-големи. Ранните примери показват вечерящи войници, но впоследствие се появяват и изправени фигури в по-динамични композиции. „Нощна стража“ (1642) е амбициозен и не изцяло успешен опит да се изобрази групата в движение, докато отиват към патрул или парад. Тя е новаторска и с избягването на типичния широк формат на тези картини.
Цената на груповите портрети обикновено се поделя между моделите, често не поравно. Сумата може да зависи от мястото на всеки в картината, ръстът, в който е изобразен, дрехите и т.н. Понякога цялата група плаща еднаква част от сумата, което водио до спорове, понеже някои от членовете получат по-важно място в картината. В Амстердам повечето от тези картини стават част на градската управа и много от тях сега са изложени в градския исторически музей; извън Нидерландия няма значими примери.

## Битова живопис
Битовата живопис показва сцени, които обикновено включват фигури, на които може да бъде придадена определена тъждественост – това не са портрети и не присъстват исторически фигури. Заедно с пейзажната живопис развитието и популярността на жанровата живопис е сред най-отличителните черти на нидерландската живопис от този период, въпреки че по същото време те са много популярни и във фламандската живопис. Много от тези картини са на единични фигури като „Млекарката“ на Йоханес Вермер; други изобразяват големи групи или тълпи, събрани по някакъв социален повод. 

Има голям брой подвидове в рамките на жанра: единични фигури, селски семейства, сцени в таверни, „весели компании“, женска къщна работа, сцени от селски или градски фестивали (въпреки че са по-разпространени сред фламандските художници), сцени от пазара, от казармата, сцени с коне или земеделски животни, снежни сцени, сцени на лунна светлина и много други. На практика повечето от тях имат специфични имена на нидерландски, но няма цялостен нидерландски термин равнозначен на „битова живопис“ – до края на XVIII век англичаните често ги наричат „дролери“ (drolleries). Някои артисти работят предимно в рамките на един от тези подвидове, особено след 1625 г. С напредване на века размерът на платната намалява.
Въпреки че жанровата живопис предоставя много данни за ежедневието от XVII век на граждани от всички класи, тяхната точност не може винаги да бъде приета за даденост. Обикновено те показват това, което историците на изкуството наричат „ефект на реалността", а не действително реалистично изображение; степента, в която това е така, варира между художниците. Много картини, които изглежда изобразяват ежедневни сцени, всъщност онагледяват нидерландски пословици и поговорки или прокарват морално послание, чието значение днес може да има нужда от дешифриране от историците. Много художници, а несъмнено и купувачи, се опитват да съчетаят нещата, наслаждавайки се на изображенията на разхвърляни домове или бордеи и осигуряват морална интерпретация – творбите на Ян Стен (чиято друга професия е на ханджия) са пример за това. Балансът между тези елементи все още е предмет на дебати. Заглавията, дадени по-късно на тези платна, често разграничават „хан“, „страноприемница“ и „вертеп“, но на практика това често са едни и същи места, тъй като много ханове имали стаи на горен етаж или отзад, използвани за секс: „Страноприемница отпред, вертеп отзад“ гласи поговорката. Картината на Стен е много ясен пример и въпреки че всеки отделен компонент е реалистично изобразен, цялата сцена цялостната сцена не е правдоподобно изображение на реален момент; типично за битовата живопис, това е ситуация, която е изобразена и сатиризирана.
Ренесансовата традиция на неясни емблемни книги (илюстрирани книги, които съдържат различни емблемни (алегорични) изображения с обяснителен текст) се превръщат в ръцете на нидерландците от XVII век в популярните и високо морални творби на Якоб Катс, Ромер Вишер и други, често базирани на популярни поговорки. Илюстрациите към тях често се цитират директно в картини, а от началото на XX век историците на изкуството са прикрепили пословици, поговорки и лозунги към голям брой битови произведения. Друг общодостъпен източник на смисъл са визуалните каламбури, като се използват много нидерландски жаргони от областта на секса: вагината може да бъде представена от лютня или женски чорап, а сексът от птица, като това са само част от възможностите, и от чисто визуални символи като обувки, чучури и кани и флакони до тях.
Самите художници често рисуват творби в много различен дух на домакини и на други жени, почиващи си у дома или на работа – количествено те са повече от подобните изображения на мъже; всъщност изображения на мъжката работническа класа на път за работното място осезаемо отсъства през този период, а пейзажите са населени от пътешественици и безделници, но рядко от обработващи земята. Въпреки че Нидерландската република е най-важната нация в международната търговия в Европа и въпреки изобилието от морски картини, сцените с докери и други търговски дейности са много редки. Тази група теми е нидерландско изобретение, отразяващо културните грижи на епохата, и е възприето от художници от други страни, особено от Франция, през следващите два века.
Традицията се развива от реализма и детайлната активност на фона на ранната нидерландска живопис, които Йеронимус Бош и Питер Брьогел Стария първи превръщат в свои основни теми, също използвайки пословици. Харлемските художници Вилем Питершон Бойтевех, Франс Халс и Есейос ван де Велде са изключително влиятелни в началото на периода. Бойтевех рисува голям брой „весели компании“ на добре облечени млади хора, като включва и морално послание, скрито в детайлите. 
Ван де Велде е важен и като пейзажист, чийто платна показват фигури без блясъка на тези на битовата живопис, които обикновено са разположени в градински партита в провинциални къщи. Франс Халс е основно портретист, но рисува и битови сцени с портретни размери в началото на кариерата си. 
Престой в Харлем на фламандския майстор на сцени от таверни Адриан Брауер от 1625 до 1626 г. дава на Адриан ван Остаде темата на живота му, въпреки че той често предприема по-сантиментален подход. Преди Брауер селяните обичайно са изобразявани навън; той обикновено ги изобразява на прост и замъглен фон, докато ван Остаде понякога ги рисува в демонстративно разнебитени селски къщи с огромен размер.
Ван Остаде рисува както единични фигури, така и групи, подобно на утрехските караваджисти в тяхната битова живопис, и отделната фигура или малките групи от двама или трима стават все по-обичайни, особено тези с жени и деца. Най-изтъкнатата жена-художничка от този период е Юдит Лейстер (1609 – 1660), специализирала се в битовата живопис, докато съпругът ѝ Ян Моленар не я принуждава да се откаже от рисуването. Лайденската школа за изящни художници (fijnschilder) е известна с малките и висококачествени картини, много от които са в този жанр. Сред водещите творци са Герит Доу, Габриел Метсю, Франс ван Мирис Стария, Вилем ван Мирис, Годфрид Шалкен и Адриан ван дер Верф.
Това второ поколение, чиито творби днес изглеждат префинени в сравнение с тези на предшествениците им, рисува също и портрети и исторически платна и представителите му са сред най-ценените и награждавани нидерландски художници от края на периода, а картините им се търсят из цяла Европа. Битовата живопис отразява нарастващото благополучие на нидерландското общество и обстановките стават все по-конфортни, пищни и внимателно изобразени с напредването на века. Сред творците извън лайденската група, чиято основна тема са по-интимните битови сцени, са имената на Николас Мас, Герард Терборх и Петер де Хох, чийто интерес към светлината в помещенията е споделен с Йоханес Вермер – дълго време малко известна фигура, но днес смятан за един от най-бележитите художници на жанра.
- Селяни у дома (1661), Адриан ван Остаде
- Зимен пейзаж с кънкьори (ок. 1608) на Хендрик Аверкамп. Немият творец рисува почти единствено зимни сцени с тълпи на голямо разстояние
- Двор на къща в Делфт (1658) от Петер де Хох: изследване на домашните добродетели, текстура и пространствена сложност. Жената е слугиня.
- Момче и момиче с котка и змиорка от Юдит Лейстер. Предложени са различни препратки към пословици или емблеми.
- Идеалната прислуница от Николас Мас: проблемите на домашните прислужници са предмет на няколко от произведенията на Мас

## Пейзажна живопис

### Природни пейзажи
Пейзажната живопис е водещ жанр през XVII век. Фламандските пейзажи (особено тези от Антверпен) от XVI век първи послужват за пример. Те не са особено реалистични, от една страна понеже са рисувани предимно в студио, а от друга поради въображението на художника и отчасти от въображението и често все още използвайки полувъздушната гледка отгоре, типична за по-ранната холандска пейзажна живопис в традицията на „световния пейзаж“ на Йоахим Патинир, Хери мет де Блес и Питер Брьогел Стария. Разработен е по-реалистичен нидерландски пейзажен стил, гледан от нивото на земята, често базиран на рисунки, направени на открито, с по-нисък хоризонт, което прави възможно да се подчертаят често впечатляващите облачни образувания, които са толкова типични за климата на региона и които хвърлят определена светлина. Предпочитана тема са дюните по западното крайбрежие, реките с обширните си прилежащи поля с пасящ добитък, често със силуета на град в далечината. Изобилстват и зимните пейзажи със замръзнали канали и потоци. Морето става любима тема, след като страната започва да зависи от търговията, бори се с него за нови земи и воюва по него с другите нации.
Важни ранни фигури в насочването към реализма са Есайс ван де Велде (1587 – 1630) и Хендрик Аверкамп (1585 – 1634) (споменати по-горе и при битовата живопис). След 1620-те г. започва „тоналната фаза“ на пейзажната живопис, при която художниците омекотяват или замъгляват контурите и се съсредоточават върху атмосферните условия, като голяма важност е придавана на небето. Човешките фигури или отсъстват, или са малки и далечни. Композицията, основана на диагонал, минаващ през картината, става много разпространена и често се включва и водно пространство. Водещи художници са Ян ван Гойен (1596 – 1656), Саломон ван Рейсдал (1602 – 1670) и Питер де Молейн (1595 – 1661), а от маринистите Симон де Влигер (1601 – 1653). Освен това има безброй по-малки фигури – скорошно изследване предлага списък на 75 творци, който работят в стила на ван Гойен, сред които е и Кейп.
През 1650-те г. започва „класическата фаза“, която запазва атмосферните качества, но е с по-изразителна композиция и с по-силен контраст на светлина и цвят. Композициите често са закотвени в самотно „героично дърво“, мелница или кула, или кораб в морските творби. Водещ художник е Якоб ван Ройсдал (1628 – 1682), който създава голям брой и различни творби, като използва всяка типична холандска тема с изключение на пейзажа в италиански стил по-долу; вместо това той създава „северни“ пейзажи с мрачни и драматични планини с борови гори с буйни потоци и водопади. 
Негов ученик е Мейндерт Хобема (1638 – 1709), известен най-вече с нетипичната си „Път в Мидълхамис“, която се отдалечава от обичайните му сцени с водни мелници и горски пътеки. Други двама художници с по-отличителен стил, чиито най-добри картини включват големи платна (метър или повече по диагонал) са Алберт Кейп (1620 – 1691) и Филипс де Конинк (1619 – 1688). Кейп взима златната италианска светлина и я използва във вечерните си сцени с група хора на преден план и река и обширен пейзаж на фона. Най-добрите картини на Конинк са панорамни изгледи от хълм към просторни земеделски земи с огромно небе.
Различен вид пейзаж, създаден по време на тоналния и класическия период, е романтичният италиански пейзаж, обикновено в по-планински условия отколкото се срещат в Холандия, със златиста светлина и понякога с живописни средиземноморски фигури (стафаж) и руини. Не всички художници, специализирали в този жанр, пътуват до Италия. Ян Бот (? – 1652), който е бил в Рим и е работил с Клод Лорен, е водеща фигура в този поджанр, който повлиява на работата на много художници на пейзажи с нидерландски настройки като Алберт Кайп.  Други художници, които работят основно в този стил, са Николас Питершон Берхем (1620 – 1683) и Адам Пейнакер. Италианските пейзажи са популярни като отпечатъци и голяма част от картините на Берхем са възпроизведени като гравюри през този период, отколкото тези на всеки друг художник
Има група творци, които не попадат в тези рамки, най-вече Рембранд, чийто сравнително малко пейзажи показват разнообразни влияния, включително и от Херкулес Сегерс (ок. 1589 – ок. 1638); неговите рядко мащабни планински долини показват изключително личностен подход в развитието на стиловете от XVI век. Арт ван дер Нер ( ? – 1677) рисува много малко сцени на реки през нощта или под лед и сняг.
Пейзажите с животни на преден план представляват обособен поджанр, чиито основни представители са Кейп, Паулус Потер (1625 – 1654), Адриан ван де Велде (1636 – 1672) и Карел Дюжарден (1626 – 1678). Филипс Вауерман рисува коне и ездачи в различна обстановка. Кравата, до този момент неглижирана в изкуството, става символ на благоденствие за нидерландците и е най-често изобразяваното животно след коня; козлите обозначават Италия. „Младият бик“ на Потер е огромен и известен портрет, който Наполеон взима в Париж (по-късно е върнат). Анализът на различни части на животните показва, че това са съставни части от различни скици на поне шест животни на различна възраст.

### Градски пейзажи
Архитектурата, църквите в частност, също вълнува нидерландците. В началото на периода традиционно се изобразяват претенциозни места и изгледи към градове със северна маниеристична архитектура, които фламандските художници продължават да развиват. Нидерландците са представени от Дирк ван Делен. 
Започва да се появява по-голям реализъм и се възпроизвеждат екстериорът и интериорът на реални сгради, макар че не винаги правдоподобно. През века разбирането за правилното представяне на перспективата нараства и се прилага с ентусиазъм. Няколко художници се специализират в църковния интериор.
Питер Санредам, чийто баща Ян Санредам гравира чувствени голи маниеристки богини, рисува безлюдни изгледи на днес варосани готически църкви. Неговото наблягане на светлината и геометрията, със слабо изобразяване на повърхностите, излиза на преден план при сравнение на творбите му с тези на Емануел де Вите. Де Вите оставя в хората неравни подове, контрасти на светлината и такъв безпорядък от църковни мебели като останалите в калвинистките църкви, като всичко това обикновено е игнорирано от Санредам. Герард Хукгест, последван от ван Вите и Хендрик ван Влит, допълва традиционния изглед по основната ос на църквата с диагонални изгледи, които прибавят драматизъм и интерес.
Герит Беркхейде специализира в слабо населени главни улици, площади и обществени сгради; Ян ван дер Хейден предпочита по-закътаните сцени на тихите амстердамски улици, често с дървета и канали. Това са реални места, но той не се двоуми да ги преправя за композиционен ефект.
- Градският площад в Харлем и църквата „Св. Бавокерк“ (1696) от Герит Беркхейде
- Завоят на Харенграхт (1672) от Герит Беркхейде
- Кметството на Амстердам (1660 – 1680) от Герит Беркхейде
- Кметството на Амстердам (1693) от Герит Беркхейде
- Вътрешността на църквата „Св. Баво“ в Харлем (1673) от Герит Беркхейде
- Изглед към място в Кьолн (1666) от Ян ван дер Хейден
- Наближаване на град Веере (ок. 1665) от Ян ван дер Хейден
- Кметството на Амстердам (1667) от Ян ван дер Хейден

### Морски пейзажи
Виж също Маринизмът по времето на Нидерландския златен век
Съединените провинции разчитат за несметните си богатства изключително много на търговията по море. През този период те водят и няколко морски войни с Британия и други нации, а и цялата им територия е кръстосана от реки и канали. Поради всичко това не е изненада, че морските пейзажи придобиват голяма популярност и достигат нови висини благодарение на нидерландските художници. Както при пейзажите, и тук решаваща стъпка е отдръпването от изкуствения издигнат изглед, типичен за по-ранната морска живопис. Картините с морски битки разказват историите на нидерландския флот на върха на своята слава, въпреки че днес се оценяват високо обикновено по-спокойните сцени. Корабите обикновено са в морето, а сцените на дока изненадващо липсват.
Много често дори малки кораби плават под нидерландския трикольор и много от съдовете могат да бъдат идентифицирани като военноморски или като един от многото държавни. На много от картините е изобразена суша с изглед към плаж или пристанище, или представляват изглед към устие. Някои художници се специализират в речни сцени, като се наблюдава голямо разнообразие – Саломон ван Рейсдал рисува предимно малки платна с малки лодки и тръстикови брегове, а италианските пейзажи на Алберт Кейп включват залез над голяма река. Жанрът има много общо с общия пейзаж и в развитието в изобразяването на небето двата вървят ръка за ръка. Много художници на природни пейзажи рисуват и плажни и речни сцени. Сред изявените представители на този жанр са Ян Порселис, Симон де Влигер, Ян ван де Капеле, Хендрик Дубелс и Абрахам Сторк. Вилем ван де Велде Стария и неговият син са водещите фигури в по-късните десетилетия, като в началото на века се стремят да направят кораба като основна тема, докато в тоналните картини от предходните десетилетия акцентът е върху морето и времето. Те заминават за Лонодон през 1672 г., с което оставят лидерството в жанра на Лудолф Бакхьойзен.

## Натюрморт
Натюрмортът предоставя невероятна възможност за твореца да покаже уменията си в изобразяването на повърхности в изключителни детайли и реалистични светлинни ефекти. Храна от всякакъв вид, изложена на маса, сребърни прибори, сложни шарки и коварни гънки в покривките и цветята са истинско предизвикателство за художниците.
Разграничават се няколко вида теми – банкетни творби и по-прости закуски. На практика всички тези платна носят нравствено послание, което обикновено засяга краткостта на живота (темата е известна като ванитас), скрита дори в отсъствието на такива очевидни символи като черепът или недотам очевидни като полуобелен лимон (също като живота сладък на вид, но кисел на вкус). Увехналите цвета, изгнилата храна и сребърните прибори не са потребни на душата. Въпреки това силата на това послание изглежда по-слаба в по-сложните платна от втората половина на века.
Първоначално изобразяваните предмети са почти винаги светски, но около средата на века по-популярен става „показният натюрморт“ (pronkstilleven), който започва да показва скъпи и екзотични предмети. Ранните реалистки, тонални и класически фази на пейзажа имат свои двойници в натюрморта. Вилем Клас Хеда (1595 – ок. 1680) и Вилем Калф (1619 – 1693) започват промяната към показния натюрморт, докато Питер Клас (? – 1680) предпочита по-простите закуски (ontbijt) и категоричните vanitas. 
При всички тези художници цветовете често са приглушени, като доминира кафявото (особено в средата на века). Това не важи изцяло за картините на Ян Давидс де Хем (1606 – 1684), важна фигура, която прекарва голяма част от кариерата си, базирана отвъд границата в Антверпен. Неговите платна започват да се разпростират настрани (пейзажен формат), за да образуват широки продълговати картини, необичайни на север, въпреки че Хеда понякога рисува по-високи вертикални композиции. Изглежда, че художниците на натюрморти са особено склонни да образуват династии: има много Хемовци и Босхартовци, синът на Хеда продължава стила на баща си, а Клас е баща на Николас Берхем.
Рисуването на цветя се оформя в подвид със свой специалисти, сред които са и няколко художнички като Мария ван Остервейк и Рашел Рюйш; нидерландците са водещи и в света на ботаническите и други научни рисунки, отпечатъци и илюстрации. Въпреки наситения реализъм на всяко цвета картините са съставени от индивидуални проучвания и дори илюстрации от книги, и често са изобразявани цъфтежи от различни сезони в една картина; а същите тези цветя се появяват в различни творби, както и домакинските съдове. Има и ключова нереалистичност в букетите във вази, които всъщност не са често срещани в домовете от онази епоха – дори богатите излагат цветята едно по едно в делфтска керамика и тулипиери (специални съдове за лалета).
Нидерландската традиция до голяма степен води началото си от Амброзиус Босхарт (1573 – 1621) – фламандски художник, който се установява в северната част на страната в началото на периода и създава династия. Неговият зет Балтазар ван дер Аст (? – 1657) е пионер в изобразяването на мидени черупки, както и на цветя. Тези ранни творби са сравнително ярко осветени, а букетите са аранжирани сравнително просто. От средата на века аранжировките могат да бъдат наречени откровено барокови (обикновено са на тъмен фон) и стават популярни от творбите на Вилем ван Алст (1627 – 1683). Водещи в жанра са художниците от Лайден, Хага и Амстердам.
Мъртъв дивеч и живи птици, но изучавани от трупове, са друг поджанр, както и умрелите риби (основни на нидерландската трапеза). Те са доминиращи в творчеството на Абрахам ван Бейерен. Нидерландците не споделят фламандския стил, комбиниращ мащабни елементи от натюрморта с други видове живопис. Въпреки това има и изключение – Филипс Вауерман понякога включва хора и коне, за да превърне пейзажа в ловна сцена, а Берхем и Адриан ван де Велде включват хора или животински стада.
- Натюрморт с часовник (ок. 1665) от Вилем ван Алст, с типичен тъмен фон.
- Закуска с капинова пита (1631) от Вилем Клас Хеда. Хеда е известен с изобразяването на светлоотразяващи повърхности.
- Vanitas (1629) от Ян Давидсон де Хем
- Натюрморт с мъртъв паун (1692) от Ян Веникс, разположен в градините на голяма селска къща.

## Чуждестранни земи
„Schilderboeck“ от Карел ван Мендер е не само списък с биографии, но и източник на съвети за младите художници. Тя бързо става класически стандарт за поколения млади холандски творци от XVII век. Книгата съветва художниците да пътуват и да посетят Флоренция и Рим и след 1604 г. много от тях се вслушват в този съвет. Въпреки това прави впечатление, че повечето ключови нидерландски творци във всички жанрове, сред които Рембранд, Вермер, Халс, Стен, Якоб ван Ройсдал и други, не го правят.
Много нидерландски и фламандски художници работят в чужбина или изнасят творбите си; печатната графика също е важен износен пазар, благодарение на който Рембранд става известен в цяла Европа. Нидерландският дар (колекция от 28, предимно италиански ренесансови картини, 12 класически скулптури, мебели и яхта) за Чарлз II включва и четири съвременни холандски платна. Английската живопис е силно зависима от холандските художници – сър Питър Лели е последван от сър Годфри Нелър, които развиват английския портрет, установен от фламандеца Антонис ван Дайк преди Английската гражданска война. Маринистите Вилем ван де Велде Стари и Млади са сред тези, които напускат Нидерландия след френската инвазия от 1672 г., която срива пазара на изкуството. Те също се преместват в Лондон, а началото на английската пейзажна живопис е поставено от няколко не толкова известни нидерландски художници, сред които е Хендрик Данкертс. 
Бамбочанти са колония нидерландски художници, които представят битовата живопис на Италия. Ян Веникс и Мелихиор де Хондекутер се специализират в изобразяването на живи или умрели дивеч и птици, и са търсени в провинциални домове в цяла Северна Европа за създаване на платна, релефи и панели за пространството над портата. 
Въпреки че нидерландският контрол над североизточния регион за производство на захар Нидерландска Бразилия се оказва кратък (1630-1654), губернаторът Йохан Мауриц ван Насау-Зиген кани нидерландски художници да рисуват сцени, които са ценни с това, че показват пейзажа и народите на региона от XVII век. Двамата най-известни от тях са Франс Пост, пейзажист и художник на натюрморти, и Алберт Екхаут, който създава етнографски картини на населението на Бразилия. Първоначално те са изложени в Голямата зала на двореца Vrijburg в Ресифи. В Амстердам има пазар за такива картини и Пост продължава да създава бразилски сцени в продължение на години след завръщането си в Нидерландия. Нидерладска Индия е покрита много по-малко в художествено отношение.

## Последвала репутация
Невероятният успех на нидерландската живопис от XVII век засенчва творбите на следващите поколения до такава степен, че през XVIII и XIX век (до ван Гог) няма известни нидерландски художници извън Нидерландия. Дори още в края на периода творците започват да се оплакват, че купувачите се интересуват повече от творбите на починали отколкото на живи артисти.
Дори и само заради големия брой картини нидерландската живопис от Златния век винаги е значима част от колекциите на Старите майстори (терминът е въведен през XX век именно за художниците от Златния век). Дори само картините на Вауерман в старите кралски колекции са повече от показателни – повече от 60 са в Галерията на старите майстори в Дрезден и повече от 50 – в Ермитажа в Санкт Петербург. Но репутацията на периода преминава през много промени и различни аспекти. Един почти постоянен фактор е възхищението от картините на Рембранд, особено през Романтизма. При картините на други художници се наблюдават драстични промени в отношението на критиката и в пазарната цена; в края на периода някои лайденски изящни художници (fijnschilder) имат огромна репутация, но от средата на 19-и век реализмът в различни жанрове е много по-високо ценен. 
Йоханес Вермер е спасен от почти пълно забвение през XIX век, когато няколко от картините му са приписвани на други художници. Въпреки това фактът, че много от творбите му са вече част от основни колекции и често са приписвани на други художници, показва, че индивидуалността на картините е ценена, макар и самото творчество да е непознато. Други художници все още се спасяват от масата на малко известните художници, като става например с късния и семпъл натюрморт на Адриан Корте през 1950-те г. и пейзажите на Якобус Манкаден и Франс Пост в началото на века.
Битовата живопис е популярна дълго време, но ѝ е отдавано малко внимание. През 1780 г. Хорас Уолпоул не одобрява, че те „приканват смеха да се отклони с най-отвратителната неделикатност на простаците“. Сър Джошуа Рейнолдс, лидер на английската академична живопис през XVIII век, е впечатлен от качеството на „Млекарката“ на Вермер и от живостта на портретите на Халс, като съжалява, че му липсва търпението да ги завърши подобаващо. Също така тежи, че Стен не е роден в Италия и не е оформен от Зрелия ренесанс, така че талантът му да му служи още по-добре. По времето на Рейнолдс моралният аспект в битовата живопис вече не се разбира дори и в Нидерландия; пример за това е „Галантен разговор“, както е известна тогава творбата на Герард Терборх. Тя е възхвалявана от Гьоте и други за деликатността при изобразяването на бащата, който мъмри дъщеря си. Всъщност за повечето (но не за всички) съвременни изследователи сцената е на предложение във вертеп – има две версии (в Берлин и в Амстердам) и не е ясно дали монетата в ръката на мъжа е добавена или премахната.
Във втората половина на 18-и век земният реализъм на нидерландската живопис се възприема като вкус на вигите в Англия, а във Франция се свързва с рационализма на Просвещението и с желанието за политическа реформа. През XIX век с почти универсалното възприемане на реализма и окончателното отхвърляне на йерархията на жанровете, художниците започват да заемат от битовите художници техния реализъм и употребата на определени предмети с цел разказване на някаква история. Самите те започват да рисуват подобни теми и всички жанрове, които са създали нидерландците от XVII век, започват да се появяват на мащабни платна (с изключение на натюрмортите).
В пейзажната живопис през XVIII век най-влиятелни и ценени са художниците рисували в италиански стил. Джон Констабъл обаче е сред тези романтици, които ги отричат заради неестественост и предпочитат тоналните платна на класическите художници. На практика обаче и двете групи са влиятелни и популярни през XVIII.